# NGC 399
NGC 399 је спирална галаксија у сазвежђу Рибе која се налази на NGC листи објеката дубоког неба.
Деклинација објекта је + 32° 38' 1" а ректасцензија 1h 8m 59,1s. Привидна величина (магнитуда) објекта NGC 399 износи 13,6 а фотографска магнитуда 14,5. NGC 399 је још познат и под ознакама UGC 712, MCG 5-3-67, CGCG 501-101, PGC 4096.